# Броненосцы береговой обороны типа «Монарх»
Тип Монарх состоял из трёх броненосцев береговой обороны, построенных Австро-Венгрией в конце XIX века: SMS Monarch, SMS Wien и SMS Budapest.
«Монарх» был спущен 9 мая 1895 года, «Вена» 7 июля 1895 года, а «Будапешт» — чуть более года спустя 24 июля 1896 года. Во время Первой мировой войны корабли участвовали в очень малом количестве боевых выходов в V дивизии австро-венгерского флота. «Будапешт» и «Вена» принимали участие в бомбардировке итальянских позиций вдоль Адриатического побережья в 1915 и 1917 годах, но в основном оставались бездействующими до конца войны.
В 1917 году «Вена» был поражен итальянскими торпедами и затонул в своем родном порту Триеста. Остальные два корабля после окончания войны достались Великобритании и были разобраны между 1920 и 1922 годами.

## История

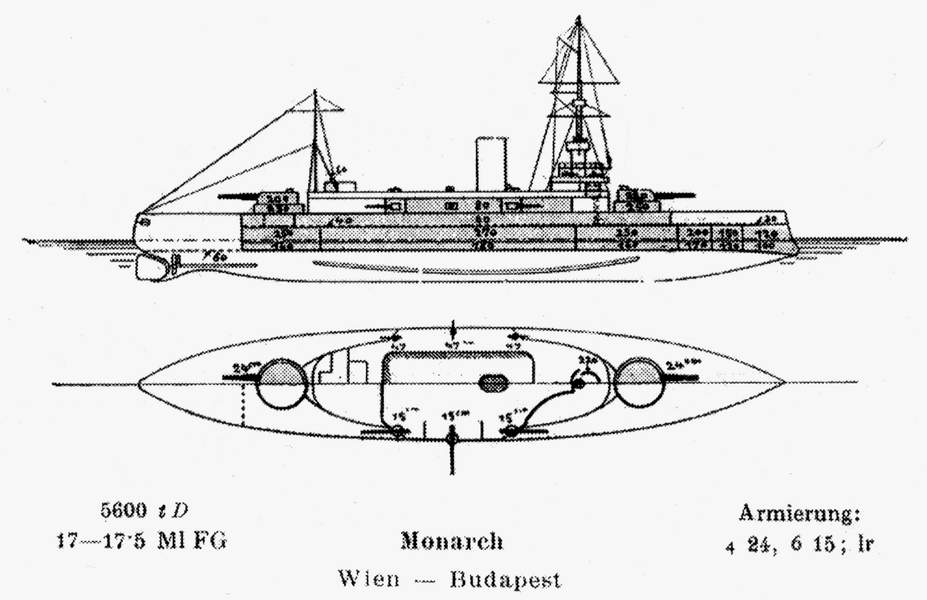
Right elevation and plan of the Monarch-class coastal defense ships

В 1886 году австро-венгерское Морское ведомство приняло решение привести в порядок свой флот. План состоял из замены самых старых кораблей новыми и оснащении менее устаревших новыми механизмами и артиллерией. В результате в период с 1 января 1887 года по 1 января 1891 г. численный состав боевого флота возрос на 24 % с 76 до 100 кораблей. В строй были введены два новых броненосца, два новых бронепалубных крейсера, три минных крейсера и несколько миноносцев. Теперь в строю флота находилось 11 броненосцев, два бронепалубных крейсера, два речных монитора, 10 неброненосных фрегатов и корветов, 6 канонерских лодок, 12 минных крейсеров и 57 миноносцев различных типов. В постройке находилось больше десятка кораблей.
«Монарх» и его систершипы «Виен» («Вена») и «Будапешт» проектировались параллельно с германскими броненосцами типа «Кайзер» и по конструкции во многом напоминали их. Корпуса кораблей защищали два броневых пояса — первый высотой 2,1 м шел по ватерлинии от форштевня до траверза позади кормовой башни; второй возвышался до верхней палубы и прикрывал весь надводный борт между башнями. Ещё выше располагался бронированный каземат 150-мм орудий, а на спардеке находились две боевые рубки. Удалось создать очень гармоничный корабль с неплохой защитой и приличной скоростью хода. Её имел не только «Будапешт», оснащенный 16 водотрубными паровыми котлами Бельвиля, но и два других корабля, имевших по пять старых цилиндрических огнетрубных котлов (три двухтопочных и два однотопочных).
Первый корабль — «Вена» был заложен 16 февраля 1893 года. Он был спущен на воду 7 июля 1895 года — через месяц после «Монарха». Но «Вену» ввели в строй раньше — 13 мая 1897 года. Второй корабль «Монарх» был заложен 31 июля 1893, спущен 9 мая 1895 года и был введен в строй 11 мая 1898 года. «Будапешт» был третьим и последним кораблем класса. Он был заложен в тот же день, что и «Вена», 16 февраля 1893 года, и спущен на воду в военно-морском арсенале в Пуле 24 июля 1896 года. Он был сдан 12 мая 1898 года, на следующий день после «Монарха».
«Монарх» был построен на казенной верфи в Поле, став четвёртым и последним броненосцем австрийского флота, построенным там. «Будапешт» и «Вена» были построены фирмой Stabilimento Technico Triestino на верфи «San Rocco». Теперь эта фирма стала монополистом в создании кораблей этого класса.
Стоимость одного броненосца этой серии оценивалась в 3,5 млн флоринов, фактически «Wien» обошёлся в 3,44 млн флоринов, a «Budapest» — в 3,56 млн флоринов.

## Конструкция
Водоизмещение: проектное — 5636 т («Вена», остальные — 5645 т); нормальное — 5600 т, полное — 5800 т.
Длина: наибольшая — 99,22 м, по ватерлинии — 97,69 м, между перпендикулярами — 93,3, ширина по ватерлинии 17,0 м. Корабль имел следующие высоты: до верха фальшборта надстройки — 12,86 м, до палубы надстройки 11,86 м, до верхней палубы — 9,66 м, до броневой палубы (верхней кромки главного броневого пояса) — 7,24, до верхней платформы — 5,16. Высота надводного борта при углублении 6,36 на миделе составляла: до верхней палубы — 3,3 м, до броневой палубы (верхней кромки пояса) — 0,88 м.
Корпус броненосцев типа «Monarch» был построен из сименс-мартеновской стали с толщиной наружной обшивки 12-14 мм. Двойное дно простиралось на 2/3 длины корабля, корабли были разделены на 22 главных водонепроницаемых отсека. Переборки в средней части корабля доходили до уровня промежуточной палубы, лежащей над ватерлинией (она же броневая). Под ней в носу и в корме имелось по две платформы. Конструктивной особенностью этих кораблей являлось наличие броневой продольной переборки по диаметральной плоскости, как защиты в случае торпедных попаданий. Идея такой защиты оказалась ошибочной, так как могла привести к потере остойчивости. Это, судя по всему, внесло значительный вклад в гибель «Вены» — единственного утонувшего австрийского броненосца.
В носу имелся сильный таран — блок из литой стали весом 11 т, прикрепленный к форштевню и соединенный с концами броневого пояса по ватерлинии. На некотором расстоянии от носа находилась специальная таранная переборка. Помещение между ней и форштевнем было разделено другими переборками на ряд меньших отсеков, образуя таранный отсек.

### Вооружение
Установить четыре 10"-11" орудия не получилось, снижение числа орудий при при сохранении калибра уменьшало боевую мощь, поэтому был избран другой путь — уменьшение калибра орудий при сохранении их числа. И действительно — менее крупнокалиберные, но более скорострельные орудия обещали не только сохранение, но даже и увеличение минутного залпа, по сравнению с тем же числом более тяжелых, но менее скорострельных орудий . Требовалось только найти такой подходящий калибр, и он был найден.
По этому пути, также в 1890-х годах, при создании своего современного линейного флота пошли и немцы, забраковав схему из шести 28-см орудий на типе «Бранденбург» в пользу четырёх 24-см на следующей серии «Кайзер». Выбор для кораблей типа «Монарх» 24-см орудий Круппа можно объяснить тем, что именно эта фирма была наилучшей в изготовлении таких орудий.
Таким образом, эти корабли стали первыми австрийскими линкорами, снабженными скорострельной артиллерией главного калибра. По сравнению с 305-мм орудиями на Erzherzog Rudolf, это орудие имело такую же пробивную мощь, но в четыре раз большую скорострельность, что означало полуторное превосходство в пересчёте на вес металла выпускаемого в минуту.
Орудия имели углы вертикальной наводки от +25° до — 4°, сектор обстрела башен составлял 260 ° (по 130 ° на оба борта), вес одного орудия — 28,3 т, а вес всей двухорудийной установки — 136,5 т. Боекомплект на орудие составлял 80 выстрелов. Погреба размещались около башенных колодцев, под верхней платформой. 240-мм (24-см) скорострельное орудие Круппа модели С.94 (образца 1894 года) с длиной ствола 40 калибров имело массу 28,3 т без затвора и 28,95 т с затвором. Стальной или чугунный снаряд массой 215 кг (Германия и Австро-Венгрия разработали свои собственные боеприпасы разного веса и длины), выпускаемый с начальной скоростью 690 м/с, у среза ствола мог пробить 780-мм стальную плиту, а при наличии Макаровского колпачка на дистанции 2,7 км он пробивал 260-мм крупповскую цементированную броню. Скорострельность составляла 2 выстрела в минуту. Все обслуживание башни и орудий было механизировано. Будучи приводимыми комбинированными электрогидравлическими механизмами, эти первые австрийские башни оказались очень эффективными. Их ожидаемый противник имел на вооружении 254-мм (10"/40 (25.4 cm) EOC Pattern R) орудия, практическая скорострельность которых составляла до 1,5 выстрелов в минуту, и они могли послать 226,8-килограммовый бронебойный снаряд с начальной скоростью до 700 м/с.
Шесть 15-см орудий размещались на верхней палубе, в броневом каземате надстройки в средней части корабля, по три на борт. Для улучшения защиты между орудиями имелись броневые поперечные переборки. Возвышение составляло +20 °, снижение —6 °. Сектора обстрела каждого орудия носовой и кормовой пары были по 145°, средней пары (установленной на небольших спонсонах) − 110°.
Боезапас из расчёта 150 выстрелов на орудие размещался в погребах, расположенных в трюме в районе носовой и кормовой частей батареи и подавался при помощи подъёмников по отвесным броневым шахтам.
149,1-мм скорострельное орудие фирмы Шкода образца 1900 года с длиной ствола 40 калибров имело массу с затвором 4,53 т. Снаряд весом 45 кг, выпускался с начальной скоростью 690 м/с. Орудие имело скорострельность около 10 выстрелов в минуту и максимальную дальность стрельбы 10 000 м. Остальное вооружение кораблей состояло из десяти 47-мм/44 скорострельных орудий фирмы Шкода, четырёх 47-мм/ЗЗ пушек Гочкисса, одного 8-мм пулемёта и двух 7-см/15 десантных орудий Ухатиуса. После 1917 года одна зенитная установка Škoda 7 cm K16 была установлена на SMS Budapest и SMS Wien, а SMS Monarch получила одну более раннюю зенитную установку Škoda 66 мм (2,6 ″) L / 45 BAG.
Торпедное оружие было представлено двумя 45-см бортовыми торпедными аппаратами, размещенными в районе миделя и несколько отклоненными в нос от линии траверза. Их боезапас состоял из четырёх 45-см боевых торпед (длина — 5 м, заряд −59 кг) и двух учебных торпед.
Личное оружие: 159 винтовок Mannlicher M1895 и 74 револьверов Гассера.

### Защита
Вертикальные плиты были из гарвеевской броней, броневая палуба состояла из стальной брони.
Пояс по ватерлинии простирался по длине на 77,7 м, защищая 83 % длины корабля, оставляя незащищенным участок в корме. Ширина пояса 2,08 м (1,2 м ниже и 0,88 выше ватерлинии при осадке на миделе 6,36 м) составляла одно межпалубное пространство (от броневой палубы до верхней платформы). Плиты пояса крепились в специальной нише корпуса на тиковой подкладке, которая в свою очередь крепилась на наружной обшивке из двух слоёв толщиной 11 мм. Борт под поясом был двойным — внутренняя 5-мм обшивка являлась как бы продолжением второго дна до уровня броневой палубы.
По высоте пояс состоял из двух рядов плит: верхнего высотой 1,33 м и нижнего высотой 0,75 м. В середине корабля верхний ряд состоял из 270-мм плит (постоянной толщины), а нижний ряд из плит вверху, имевших толщину 220 мм и сужающихся вниз до 140 мм. В корме, в районе барбета, броня пояса была тоньше, изменяясь по вертикали 200-160-80 мм (по другим данным, толщина брони в корме была 254 мм либо 120 мм). Толщина пояса в носу составляла 150 мм, иногда приводимая толщина 250—240 мм означала, вероятно, толщину в районе барбета. По некоторым данным, у форштевня пояс расширялся внизу почти до острия тарана, вместе с опускающейся вниз верхней платформой.
Кормовые концы пояса замыкались броневым траверзом, перпендикулярным диаметральной плоскости, бывшим равным по высоте с поясом и проходящим несколько позади кормового барбета. Толщина брони траверза составляла 200 мм. Вес вертикальной брони составлял 643,11 т.
Башни имели толщину 200 мм. Боевая рубка защищалась броней толщиной 220 мм.
Плоская стальная броневая палуба проходила на уровне верхней кромки пояса и имела толщину 40 мм (2 слоя плит по 20 мм), а в корме (за траверзом) 60 мм (2 слоя по 30 мм). Вес палубной брони составил 300,5 т.

### Силовая установка и экипаж
Корабли типа «Монарх» обычно несли 300 тонн угля, максимальная вместимость составляла 500 тонн. «Будапешт» был оснащен 12 угольными котлами Belleville без экономайзеров, обеспечивающими мощность 9180 л. с. «Вена» и «Монарх» имели цилиндрические котлы, работающие на угле, и вертикальные паровые машины тройного расширения мощностью 8500 л. с. Максимальная скорость «Вены» и «Монарха» составляла 15,5 узла, тогда как максимальная скорость «Будапешта» составляла 17,5 узлов. На каждом корабле было 26 офицеров и 397 членов экипажа — всего 423 человека на корабль.

## История службы

### Мирное время
После вступления в состав ВМС Австро-Венгрии три корабля типа «Монарх» использовались для самых разных целей. Все три корабля участвовали в круизе по Адриатическому и Эгейскому морям в 1899 году, чтобы продемонстрировать австро-венгерский флаг в иностранных водах. Они сформировали I дивизию линкоров австро-венгерского флота. Линкор «Вена» участвовал в бриллиантовом юбилее коронации Королевы Виктории в 1897 году, а также в международной блокаде Крита во время Греко-турецкой войны.
Менее чем через пять лет после ввода в строй «Монархи» были признаны устаревшими из-за недавно введенного в строй «Габсбурга». Недавно построенный «Габсбург» провел тренировочный поход с тремя «Монархами» в январе 1903 года; в следующем году к ним присоединился «Арпад». Во время учений 1904 года три «Габсбурга» вступили в бой с тремя «Монархами». Эти маневры были первым случаем, когда в составе австро-венгерского флота действовали две однородные эскадры, состоящие из современных броненосцев. Три корабля типа «Габсбург» заняли их место I дивизии, в то время как «Монархи» сформировал недавно созданную II дивизию. Позже «Монархи» попали в V дивизию линкоров, где они служили кораблями береговой обороны.

### Первая Мировая Война

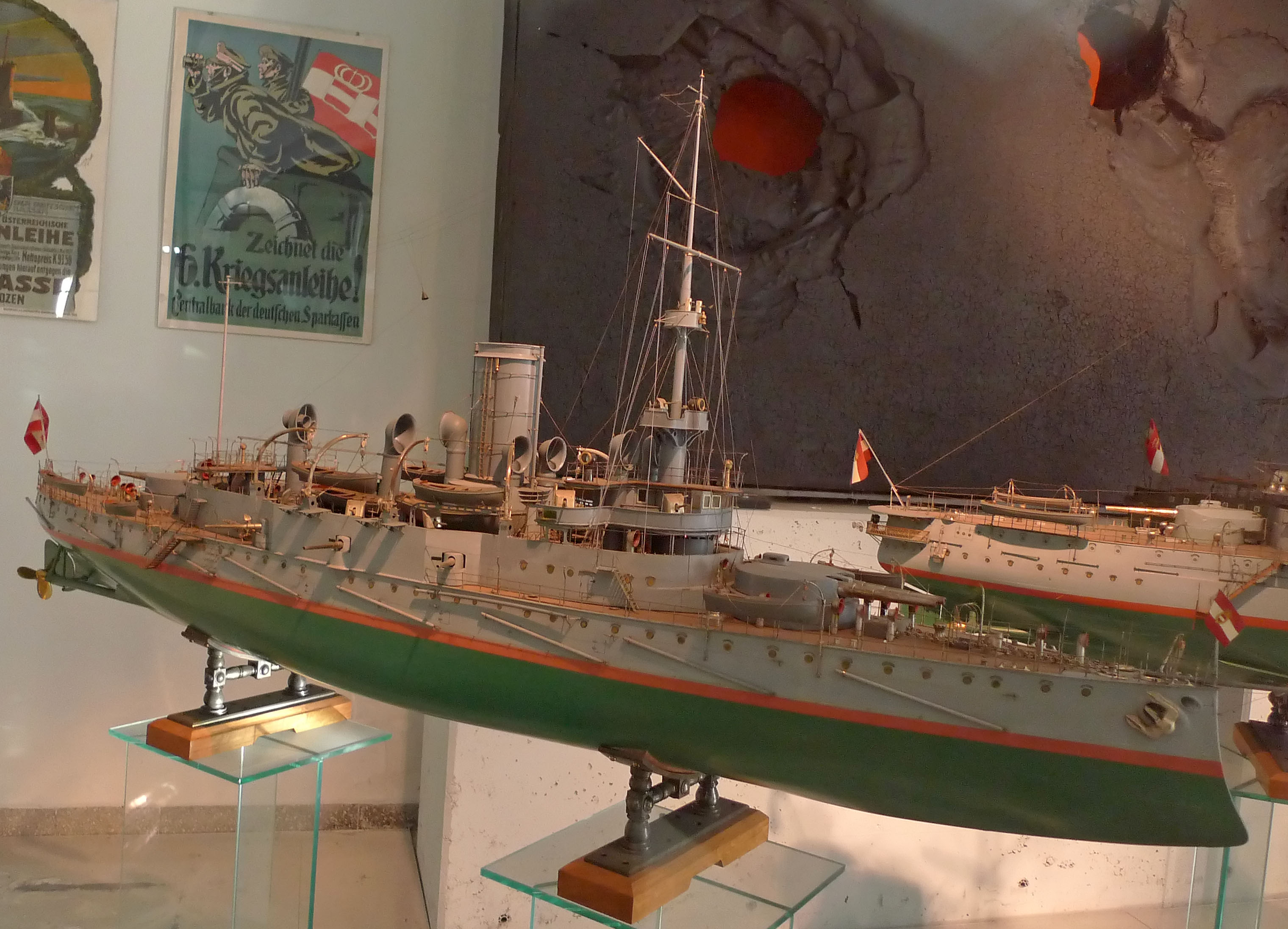
Модель броненосца «Будапешт» в масштабе 1:50

Когда в июле 1914 года началась Первая мировая война, все «Монархи» входили в состав V дивизии линкоров, использовавшейся в качестве кораблей береговой обороны. Они также служили учебными кораблями . В августе В 1914 году «Будапешт» был переведен из Пулы в Каттаро для обстрела горы Ловчен. 9 августа 1914 года «Монарх» обстрелял французскую радиостанцию в Будве. Он также обстрелял черногорскую радиостанцию недалеко от Бара 17 августа и еще одну станцию у мыса Волвица 19 августа. После этих операций «Монарх» выполнял роль брадвахты. 28-29 декабря 1915 г. «Будапешт» поддерживал крейсеры и эсминцы. Флот должен был совершить рейд на Дураццо, но отряд вернулся в порт, не открыв огня по противнику. 9 января 1916 года «Будапешт» снова обстрелял укрепления на горе Ловчен и помог захватить удерживаемую противником гору.  В конце 1917 года «Будапешт» и Вена была отправлена в Триест и участвовала в обстреле итальянских войск в Триестском заливе. В ночь с 9 на 10 декабря 1917 г. итальянские миноносцы «9.PN» и «11.PN» подвели на буксире два катера «MAS.9» под командованием лейтенанта Луиджи Риццо и «MAS. 13» под командованием капитана Феррарини на расстояние 10 миль от Триеста и отпустили их. Далее катера сумели проникнуть сквозь портовые защитные сооружения в бухте Мючиа у Триеста, где стояли на якорях оба австрийских броненосца. Торпеда, выпущенная по «Будапешту», не попала в цель, но «Вена» получила два попадания и затонула меньше чем пять минут на мелководье гавани Триеста. Потери составили 32 убитых и 17 раненых. «Будапешт» впоследствии получил задачу, которую «Монарх» выполнял более трёх лет и стал плавучей казармой для экипажей немецких подводных лодок. Летом 1918 года на SMS Budapest специально для бомбардировки Картелаццо и побережья вместо носовой башни установлена 380-мм/17 гаубица М. 16 , однако участия в бомбардировке корабль не принимал. В конце войны в 1918 году оставшиеся линкоры типа «Монарх», «Будапешт» и «Монарх», были переданы Великобритании в качестве военных репараций. В 1920 году два корабля были проданы на слом в Италию и разобраны между 1920 и 1922 годами.